# Resultados do Carnaval de Macaé em 2013
Resultados do Carnaval de Macaé  em 2013.

## Grupo Especial
| Posição | Escolas               | Pontos | Ref.  | Classificação ou rebaixamento |
| ------- | --------------------- | ------ | ----- | ----------------------------- |
| 1       | Império da Barra      | 199,9  | [ 1 ] | Campeã do Carnaval 2013       |
| 2       | Acadêmicos da Aroeira | 198,8  | [ 1 ] |                               |
| 3       | Unidos dos Bairros    | 197,4  | [ 1 ] |                               |
| 6       | Castelo Imperial      | *      | [ 2 ] | Desce para o Grupo 1 2014     |

## Grupo  1
| Posição | Escolas              | Ref.        | Classificação ou rebaixamento |
| ------- | -------------------- | ----------- | ----------------------------- |
| 1       | Pulo do Gato         | [ 1 ] [ 2 ] | Sobe para o Especial 2014     |
| 2       | Foliões das Malvinas | [ 2 ]       |                               |